# بادگر هیل (کالیفرنیا)
بادگر هیل (به انگلیسی :Badger Hill Diggings) یک منطقه میکونی در شهر نوادا، کالیفرنیا است.

## خصوصیات
در ارتفاع ۲٬۵۵۲ فوت (۷۷۸ متر) بالاتر از سطح دریا.